# Flyleaf
Flyleaf je americká křesťanská alternative rocková/metalová skupina, které vznikla v roce 2000. Skupinu tvoří zpěvačka Kristin May (nahrazená zpěvačkou Lacey Sturm) kytaristi Sameer Bhattacharya a Jared Hartmann, basák Pat Seals a konečně bubeník James Culpepper.
Než vydali své debutové album, vystupovali Flyleaf po celých Spojených státech. Jejich již zmíněná stejnojmenná premiérová deska Flyleaf (2005) se stala v Americe platinová, což znamená více než milion prodaných kusů. Následovaly obrovské koncerty a mnohé pocty, např. televize MTV vyhlásila kapelu jako umělce týdne 24. prosince 2007. V roce 2009 vydali Flyleaf své druhé studiové album s názvem Memento Mori.

## Historie kapely

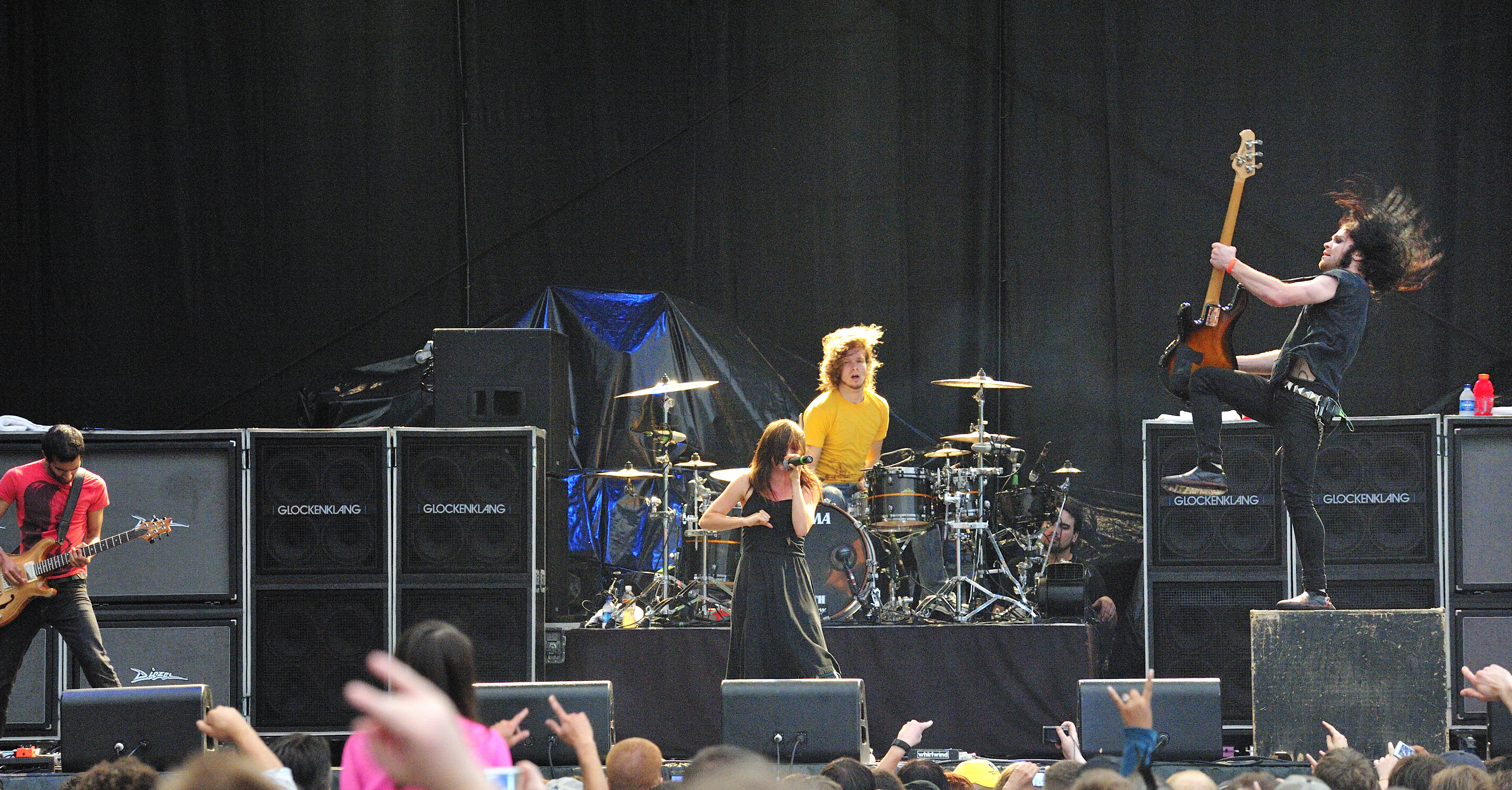
Flyleaf při živém vystoupení 2. května 2008

Flyleaf byli do roku 2005 známí hlavně díky jejich EP. V roce 2003 koncertují po celém Texasu a díky narůstající popularitě si v roce 2004 mohli dovolit koncerty např. v New Yorku nebo Seattlu a vystupují se skupinami Skillet, Breaking Benjamin, Staind či 3 Doors Down. Z jejich EP pochází pouze jeden singl a to Breathe Today.
4. října 2005 vydává kapela své debutové album Flyleaf, které se umisťuje na 57. místě Billboard 200. První týden prodalo 10 100 kusů CD a ve Spojených státech se stalo platinové (prodej více než 1 milion kopií). Mezi šesti singly pocházející z této desky nejvíce figurují písně I'm So Sick (12. místo v hitparádě Hot Mainstream Rock Tracks), Fully Alive (125. místo v Billboard Hot 100) a All Around Me (40. místo v Billboard Hot 100).
Singl I'm So Sick je použit ve filmu Smrtonosná past 4., společně s oficiálním videem k písni. Ten samý song (pouze zremixovaný) se vyskytuje na soundtracku k filmu Resident Evil: Extinction. Navíc I'm So Sick figuruje ve video hře Rock Band. Jedna píseň od Flyleaf je ke slyšení ve hře Guitar Hero III: Legends of Rock
V létě 2006 se Flyleaf účastní Family Values Tour 2006 a ke konci téhož roku koncertují se skupinami Disturbed, Stone Sour a Nonpoint v rámci Music As A Weapon III Tour kde vydávají své další EP Music As a Weapon kde je například akustická verze Fully Alive.
Roku 2007 se nese v duchu pořádání dalších vystoupení. V Austrálii koncertuje kapela s Three Days Grace (festival Soundwave). Při cestách po Evropě se na pódiích potkají opět se Stone Sour a nově s Forever Never. Navíc se skupina účastnila nové Family Values Tour 2007.
Memento Mori je název nového studiového alba od Flyleaf vydaného 10. listopadu 2009. Deska měla větší úspěch v hitparádách, než její předchůdkyně (v Billboard 200 okupovala 8. místo). První týden se prodalo 56 000 nahrávek Memento Mori. Z CD pochází čtyři singly: Again Beautiful Bride, Missing a Chasm.
V roce 2012 kapela vydala album New Horizons. Krátce před vydáním alba oznámila odchod zpěvačka Lacey Sturm, nahradila ji Kirsten May. S novou zpěvačkou kapela nahrála v roce 2014 album Between the Stars. V roce 2016, poté co kapelu opustila i Kirsten May, kapela přerušila působení.

## Členové skupiny
- Sameer Bhattacharya – elektrická kytara, vokály v pozadí (od roku 2000)
- Jared Hartmann – rytmická kytara, vokály v pozadí (od roku 2000)
- Pat Seals – basa, vokály v pozadí (od roku 2000)
- James Culpepper – bicí (od roku 2000)

## Bývalí členové
- Lacey Sturm – zpěv (2000–2012)
- Kirsten May – zpěv (2012–2016)

## Diskografie

### Studiová alba
- 2005: Flyleaf
- 2009: Memento Mori
- 2012: New Horizons
- 2014: Between the Stars

### EP
- 2002: Broken Wings: Special Edition
- 2003: Passerby
- 2003: Broken Wings
- 2004: Flyleaf
- 2006: Music as a Weapon
- 2007: Much Like Falling

## Singly
| Rok                                                   | Singl                               | Umístění v hitparádách | Umístění v hitparádách | Umístění v hitparádách | Umístění v hitparádách | Umístění v hitparádách | Umístění v hitparádách | RIAA      | Album                    |
| Rok                                                   | Singl                               | US                     | US Pop                 | US Alt.                | US Main.               | US Rock                | US Christ              | RIAA      | Album                    |
| ----------------------------------------------------- | ----------------------------------- | ---------------------- | ---------------------- | ---------------------- | ---------------------- | ---------------------- | ---------------------- | --------- | ------------------------ |
| 2004                                                  | „Breathe Today"                     | —                      | —                      | —                      | —                      | —                      | —                      |           | Flyleaf (EP)             |
| 2005                                                  | "Do You Hear What I Hear"           | —                      | —                      | —                      | —                      | —                      | —                      |           | Nepochází z žádného alba |
| 2005                                                  | „I'm So Sick"                       | —                      | —                      | 27                     | 12                     | —                      | 27                     |           | Flyleaf                  |
| 2006                                                  | „Fully Alive"                       | 125                    | —                      | 31                     | 13                     | —                      | 5                      |           | Flyleaf                  |
| 2007                                                  | „All Around Me"                     | 40                     | 12                     | 6                      | 20                     | —                      | 1                      | Platinová | Flyleaf                  |
| 2007                                                  | „Perfect"                           | —                      | —                      | —                      | —                      | —                      | 2                      |           | Flyleaf                  |
| 2007                                                  | „Breathe Today" (znovu realizována) | —                      | —                      | —                      | 36                     | —                      | 8                      |           | Flyleaf                  |
| 2008                                                  | „There for You"                     | —                      | —                      | —                      | —                      | —                      | —                      |           | Flyleaf                  |
| 2009                                                  | „Again"                             | —                      | —                      | 3                      | 14                     | 12                     | 26                     |           | Memento Mori             |
| 2009                                                  | „Beautiful Bride"                   | —                      | —                      | —                      | —                      | —                      | —                      |           | Memento Mori             |
| 2010                                                  | „Missing"                           | —                      | —                      | —                      | —                      | —                      | —                      |           | Memento Mori             |
| 2010                                                  | „Chasm"                             | —                      | —                      | —                      | 26                     | 48                     | —                      |           | Memento Mori             |
| — znamená singl, který se neumístil v dané hitparádě. |                                     |                        |                        |                        |                        |                        |                        |           |                          |